# Utby Lång
Utby Lång är en sjö i Lilla Edets kommun i Bohuslän och ingår i Göta älvs huvudavrinningsområde. Sjön är 7 meter djup, har en yta på 0,175 kvadratkilometer och befinner sig 80,5 meter över havet. Vid provfiske har bland annat abborre, gädda, mört och sarv fångats i sjön.

## Delavrinningsområde
Utby Lång ingår i det delavrinningsområde (646167-128693) som SMHI kallar för Ovan VDRID = Slumpån i Göta älvs vattendragsyta. Medelhöjden är 64 meter över havet och ytan är 28,22 kvadratkilometer. Räknas de 3103 avrinningsområdena uppströms in blir den ackumulerade arean 47 036,44 kvadratkilometer. Avrinningsområdets utflöde Göta älv (Röa) mynnar i havet. Avrinningsområdet består mestadels av skog (56 %), öppen mark (14 %) och jordbruk (23 %). Avrinningsområdet har 1,44 kvadratkilometer vattenytor vilket ger det en sjöprocent på 5,1 %.

## Fisk
Vid provfiske har följande fisk fångats i sjön:
- Abborre
- Gädda
- Mört
- Sarv
- Sutare